# Jean Zimmer
Jean Zimmer (* 6. Dezember 1993 in Bad Dürkheim) ist ein deutscher Fußballspieler, der beim 1. FC Kaiserslautern unter Vertrag steht.

## Karriere

### Vereine
Über den SV Bann gelangte Zimmer 2004 in die Jugendabteilung des 1. FC Kaiserslautern, mit dessen A-Jugend er 2010/11 deutscher Vizemeister wurde.
Nachdem er zur Saison 2013/14 einen Profivertrag unterschrieben hatte, wurde er mehrmals, auch aufgrund der Verletzung von Florian Riedel, in den Kader der ersten Mannschaft berufen, kam jedoch vorerst nur in der zweiten Mannschaft zum Einsatz. Sein Profidebüt gab er am 23. Dezember 2013 beim 2:1-Auswärtssieg gegen den FC Ingolstadt, als er in der 56. Minute für Jan Šimůnek eingewechselt wurde. Beim 3:2-Auswärtssieg gegen den FC St. Pauli am 11. April 2014 gab er sein Startelfdebüt und spielte die kompletten 90 Spielminuten. In der folgenden Woche kam er am 16. April zu seinem DFB-Pokal-Debüt, als er die komplette Partie beim Halbfinal-Auswärtsspiel gegen Bayern München bestritt.
Zur Saison 2016/17 wechselte Zimmer zum Zweitligisten VfB Stuttgart. Er unterschrieb einen bis 2020 laufenden Vertrag. Für die Spielzeit 2017/18 verliehen die Stuttgarter Zimmer an Fortuna Düsseldorf, die nach dem Aufstieg in die Bundesliga zur Saison 2018/19 die Transferrechte an Zimmer erwarben und ihn mit einem Vertrag mit einer Laufzeit bis zum 30. Juni 2022 ausstatteten. Beim 2:1-Heimsieg gegen Borussia Dortmund am 18. Dezember 2018, dem 16. Spieltag der Bundesligasaison 2018/19, erzielte Zimmer für Düsseldorf seinen ersten Bundesligatreffer per Fernschuss, der zum Tor des Monats gewählt wurde.
Am 12. Januar 2021 wurde er bis zum Saisonende an seinen früheren Verein 1. FC Kaiserslautern ausgeliehen. Nach wenigen Wochen wurde er von Trainer Marco Antwerpen zum Kapitän ernannt. Er kam auf 19 Drittligaeinsätze (alle von Beginn) und konnte mit der Mannschaft den Abstieg verhindern. Zur Saison 2021/22 wurde er schließlich fest verpflichtet. In dieser Saison stieg er mit dem FCK in die 2. Bundesliga auf. In der Rückrunde war er wegen gesundheitlicher Probleme nur wenig zum Einsatz gekommen. In den nachfolgenden Relegationsspielen gegen Dynamo Dresden wirkte er – obwohl weiter angeschlagen – jeweils über die gesamte Spieldauer mit. In den folgenden Zweitligaspielzeiten (9. und 13. Platz) kam er wieder regelmäßig zum Einsatz. Zu Beginn der Saison 2024/25 musste er sein Kapitänsamt an Marlon Ritter abgeben.
Nach dem Ende der Saison 2024/25 gab er seinen Rücktritt vom Profifußball bekannt. Er will nun für die 2. Mannschaft des 1. FC Kaiserslautern spielen und in weiteren Bereichen des Vereins Eindrücke sammeln, um seine spätere Rolle zu finden.

### Nationalmannschaft
Zimmer spielte im April 2009 einmal in der deutschen U-17-Auswahl. Am 13. November 2014 debütierte er gegen die Niederlande in der deutschen U-21-Nationalmannschaft. Es folgte ein weiterer Einsatz im März 2015.